# Léon Germain Pelouse

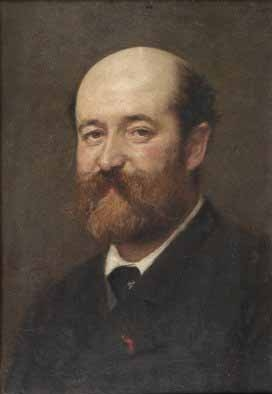
Léon Germain Pelouse, portret Fernanda Cormona

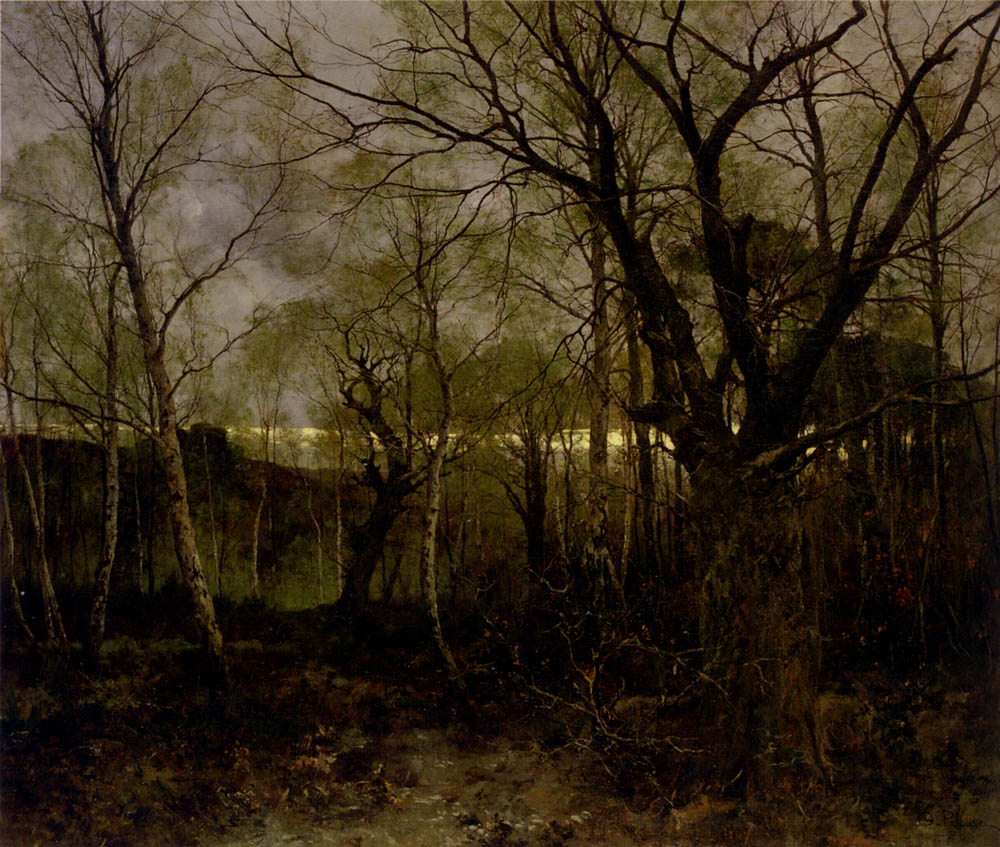
Les Premieres Feuilles, 1880

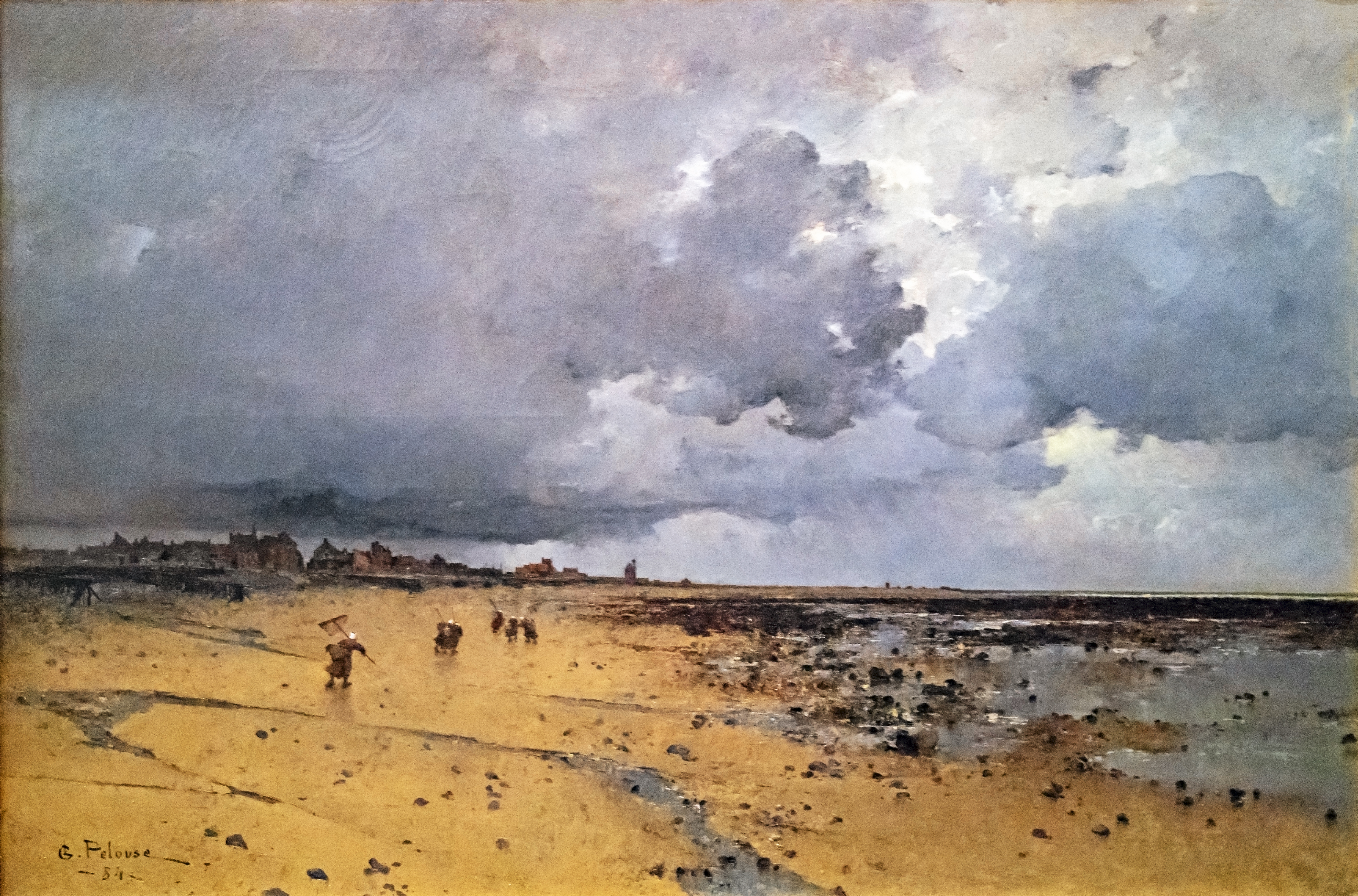
Grandcamp à marée basse 1884 Carcassonne

Léon Germain Pelouse (ur. 1 października 1838 w Pierrelaye (Seine-et-Oise), zm. 31 lipca 1891 w Paryżu) – francuski malarz pejzażysta, samouk.
Początkowo zajmował się handlem. Debiutował w 1865 w paryskim Salonie. Pierwszy sukces odniósł dopiero w 1873, otrzymując medal drugiej klasy za obraz Le Matin dans la Vallée de Cernay. W następnym roku otrzymał kolejny medal za Une Coupe de bois à Senlisse. W 1878 zostaje wyróżniony Legią Honorową, a w 1889 złoty medal na Wystawie Powszechnej.
Pelouse zmarł przedwcześnie w 53. roku życia. Do historii malarstwa francuskiego przeszedł jako jeden z najbardziej utalentowanych pejzażystów i kolorystów drugiej połowy XIX w. Jego styl i tematyka prac ma wiele wspólnego z barbizończykami. Pomimo że nigdy nie miał żadnego nauczyciela, osiągnął znaczny sukces artystyczny i uznanie.